# Bok de Korver
Johannes Marius de Korver, detto Bok (Rotterdam, 27 gennaio 1883 – Rotterdam, 22 ottobre 1957), è stato un calciatore olandese, di ruolo centrocampista.

## Carriera
Con la nazionale olandese partecipò ai Giochi olimpici del 1908 e del 1912, vincendo una medaglia di bronzo in entrambe le occasioni. Con la maglia dello Spareta Rotterdam vinse per 5 volte il campionato dei Paesi Bassi (1909, 1911, 1912, 1913, 1915)

## Palmarès

### Club
- Campionato olandese: 5

Sparta Rotterdam: 1908-1909, 1910-1911, 1911-1912, 1912-1913, 1914-1915

### Nazionale
- Bronzo olimpico: 2

Londra 1908, Stoccolma 1912

## Statistiche

### Cronologia presenze e reti in nazionale
| Cronologia completa delle presenze e delle reti in nazionale ― Paesi Bassi | Cronologia completa delle presenze e delle reti in nazionale ― Paesi Bassi | Cronologia completa delle presenze e delle reti in nazionale ― Paesi Bassi | Cronologia completa delle presenze e delle reti in nazionale ― Paesi Bassi | Cronologia completa delle presenze e delle reti in nazionale ― Paesi Bassi | Cronologia completa delle presenze e delle reti in nazionale ― Paesi Bassi | Cronologia completa delle presenze e delle reti in nazionale ― Paesi Bassi | Cronologia completa delle presenze e delle reti in nazionale ― Paesi Bassi |
| Data                                                                       | Città                                                                      | In casa                                                                    | Risultato                                                                  | Ospiti                                                                     | Competizione                                                               | Reti                                                                       | Note                                                                       |
| -------------------------------------------------------------------------- | -------------------------------------------------------------------------- | -------------------------------------------------------------------------- | -------------------------------------------------------------------------- | -------------------------------------------------------------------------- | -------------------------------------------------------------------------- | -------------------------------------------------------------------------- | -------------------------------------------------------------------------- |
| 30-4-1905                                                                  | Anversa                                                                    | Belgio                                                                     | 1 – 4                                                                      | Paesi Bassi                                                                | Amichevole                                                                 | -                                                                          |                                                                            |
| 14-5-1905                                                                  | Rotterdam                                                                  | Paesi Bassi                                                                | 4 – 0                                                                      | Belgio                                                                     | Amichevole                                                                 | 1                                                                          |                                                                            |
| 29-4-1906                                                                  | Anversa                                                                    | Belgio                                                                     | 5 – 0                                                                      | Paesi Bassi                                                                | Amichevole                                                                 | -                                                                          |                                                                            |
| 13-5-1906                                                                  | Rotterdam                                                                  | Paesi Bassi                                                                | 2 – 3                                                                      | Belgio                                                                     | Amichevole                                                                 | -                                                                          |                                                                            |
| 21-12-1907                                                                 | Darlington                                                                 | Inghilterra                                                                | 12 – 2                                                                     | Paesi Bassi                                                                | Amichevole                                                                 | -                                                                          | L'Inghilterra giocava con la Nazionale dilettanti                          |
| 29-3-1908                                                                  | Anversa                                                                    | Belgio                                                                     | 1 – 4                                                                      | Paesi Bassi                                                                | Amichevole                                                                 | 1                                                                          |                                                                            |
| 26-4-1908                                                                  | Rotterdam                                                                  | Paesi Bassi                                                                | 3 – 1                                                                      | Belgio                                                                     | Amichevole                                                                 | -                                                                          |                                                                            |
| 10-5-1908                                                                  | Rotterdam                                                                  | Paesi Bassi                                                                | 4 – 1                                                                      | Francia                                                                    | Amichevole                                                                 | -                                                                          |                                                                            |
| 22-10-1908                                                                 | Londra                                                                     | Regno Unito                                                                | 4 – 0                                                                      | Paesi Bassi                                                                | Olimpiadi 1908 - Semif.                                                    | -                                                                          |                                                                            |
| 23-10-1908                                                                 | Londra                                                                     | Paesi Bassi                                                                | 2 – 0                                                                      | Svezia                                                                     | Olimpiadi 1908 - Finale 3º posto                                           | -                                                                          |                                                                            |
| 25-10-1908                                                                 | L'Aia                                                                      | Paesi Bassi                                                                | 5 – 3                                                                      | Svezia                                                                     | Amichevole                                                                 | -                                                                          |                                                                            |
| 21-3-1909                                                                  | Anversa                                                                    | Belgio                                                                     | 1 – 4                                                                      | Paesi Bassi                                                                | Amichevole                                                                 | -                                                                          |                                                                            |
| 25-4-1909                                                                  | Rotterdam                                                                  | Paesi Bassi                                                                | 4 – 1                                                                      | Belgio                                                                     | Amichevole                                                                 | -                                                                          |                                                                            |
| 11-12-1909                                                                 | Londra                                                                     | Inghilterra                                                                | 9 – 1                                                                      | Paesi Bassi                                                                | Amichevole                                                                 | -                                                                          | L'Inghilterra giocava con la Nazionale dilettanti                          |
| 13-3-1910                                                                  | Anversa                                                                    | Belgio                                                                     | 3 – 2                                                                      | Paesi Bassi                                                                | Amichevole                                                                 | -                                                                          |                                                                            |
| 10-4-1910                                                                  | Haarlem                                                                    | Paesi Bassi                                                                | 7 – 0                                                                      | Belgio                                                                     | Amichevole                                                                 | -                                                                          |                                                                            |
| 24-4-1910                                                                  | Arnhem                                                                     | Paesi Bassi                                                                | 4 – 2                                                                      | Germania                                                                   | Amichevole                                                                 | -                                                                          |                                                                            |
| 16-10-1910                                                                 | Kleve                                                                      | Germania                                                                   | 1 – 2                                                                      | Paesi Bassi                                                                | Amichevole                                                                 | -                                                                          |                                                                            |
| 19-3-1911                                                                  | Anversa                                                                    | Belgio                                                                     | 1 – 5                                                                      | Paesi Bassi                                                                | Amichevole                                                                 | -                                                                          |                                                                            |
| 2-4-1911                                                                   | Dordrecht                                                                  | Paesi Bassi                                                                | 3 – 1                                                                      | Belgio                                                                     | Amichevole                                                                 | -                                                                          |                                                                            |
| 17-4-1911                                                                  | Amsterdam                                                                  | Paesi Bassi                                                                | 0 – 1                                                                      | Inghilterra                                                                | Amichevole                                                                 | -                                                                          | L'Inghilterra giocava con la Nazionale dilettanti                          |
| 10-3-1912                                                                  | Anversa                                                                    | Belgio                                                                     | 1 – 2                                                                      | Paesi Bassi                                                                | Amichevole                                                                 | -                                                                          |                                                                            |
| 16-3-1912                                                                  | Hull                                                                       | Inghilterra                                                                | 4 – 0                                                                      | Paesi Bassi                                                                | Amichevole                                                                 | -                                                                          | L'Inghilterra giocava con la Nazionale dilettanti                          |
| 24-3-1912                                                                  | Zwolle                                                                     | Paesi Bassi                                                                | 5 – 5                                                                      | Germania                                                                   | Amichevole                                                                 | -                                                                          |                                                                            |
| 28-4-1912                                                                  | Dordrecht                                                                  | Paesi Bassi                                                                | 4 – 3                                                                      | Belgio                                                                     | Amichevole                                                                 | -                                                                          |                                                                            |
| 29-6-1912                                                                  | Stoccolma                                                                  | Svezia                                                                     | 3 – 4                                                                      | Paesi Bassi                                                                | Olimpiadi 1912 - Turno di qualificazione                                   | -                                                                          |                                                                            |
| 17-11-1912                                                                 | Lipsia                                                                     | Germania                                                                   | 2 – 3                                                                      | Paesi Bassi                                                                | Amichevole                                                                 | -                                                                          |                                                                            |
| 9-3-1913                                                                   | Anversa                                                                    | Belgio                                                                     | 3 – 3                                                                      | Paesi Bassi                                                                | Amichevole                                                                 | -                                                                          |                                                                            |
| 24-3-1913                                                                  | L'Aia                                                                      | Paesi Bassi                                                                | 2 – 1                                                                      | Inghilterra                                                                | Amichevole                                                                 | -                                                                          | L'Inghilterra giocava con la Nazionale dilettanti                          |
| 20-4-1913                                                                  | Zwolle                                                                     | Paesi Bassi                                                                | 2 – 4                                                                      | Belgio                                                                     | Amichevole                                                                 | -                                                                          |                                                                            |
| 15-11-1913                                                                 | Hull                                                                       | Inghilterra                                                                | 2 – 1                                                                      | Paesi Bassi                                                                | Amichevole                                                                 | -                                                                          | L'Inghilterra giocava con la Nazionale dilettanti                          |
| Totale                                                                     |                                                                            | Presenze                                                                   | 31                                                                         |                                                                            | Reti                                                                       | 1                                                                          |                                                                            |